# Janvier 1889

## Événements
- 1er janvier : fondation du parti social-démocrate en Autriche.

- 3 janvier : constitution libérale en Serbie.

- 10 janvier : la France établit son protectorat sur la Côte d'Ivoire.

- 27 janvier : le général Boulanger refuse de marcher sur l’Élysée pour prendre le pouvoir alors que les républicains ont organisé la résistance : menacé de passer en Haute Cour pour trahison, il s’enfuit en avril à Bruxelles et se suicide sur la tombe de sa maîtresse.

- 30 janvier :
  - La Banque impériale Perse est concédée au Baron Paul Julius Reuter.
    - Le chah de Perse octroie des concessions bancaires aux Britanniques et aux Russes. Les Britanniques obtiennent le monopole sur les tabacs (Major Gerald F. Talbot, le 21 mars 1890).

  - Mort mystérieuse à Mayerling de Rodolphe d'Autriche, héritier du trône d'Autriche-Hongrie, et de sa maîtresse Marie Vetsera, âgée de 17 ans. Lui succède son cousin germain, l'archiduc François-Ferdinand de Habsbourg, fils de Charles-Louis de Habsbourg, frère cadet de l'empereur François-Joseph.

## Naissances
- 8 janvier : Reinhold Habisch, animateur d'évènements sportifs, figure populaire de Berlin († 7 janvier 1964)
- 11 janvier : Vera Woodhouse, femme politique du Parti libéral britannique († 19 mai 1973).
- 14 janvier : Raylambert, peintre et illustrateur français († 16 juillet 1967).
- 22 janvier : Willi Baumeister, peintre et typographe allemand († 31 août 1955).

## Décès
- 23 janvier : Ignacy Domeyko (né en 1802), minéralogiste et géologue polonais.
- 30 janvier : l'archiduc Rodolphe de Habsbourg et Marie Vetsera.